# نشيدة لعيفة
نشيدة لعيفة من مواليد 17 أكتوبر 1982، وهي لاعبة كرة قدم جزائرية سابقة لعبت كمهاجم. كانت عضوًا في منتخب الجزائر لكرة القدم للسيدات.

## المسيرة
لعبت لعيفة لصالح فريق بلدية الجزائر الوسطى لكرة القدم. شاركت لعيفة مع منتخب الجزائر خلال موسمين من كأس الأمم الأفريقية للسيدات (بطولة إقريقيا لكرة القدم للسيدات 2006 وبطولة إفريقيا لكرة القدم للسيدات 2014).